# Marc Kibong Mbamba
Marc Kibong Mbamba (Douala, 15 ottobre 1988) è un ex calciatore camerunese, di ruolo centrocampista.

## Carriera
Gioca nella massima serie turca.

## Palmares

### Club

#### Competizioni nazionali
- Coppa di Turchia: 1

Konyaspor: 2016-2017
- TFF 1. Lig: 1

Denizlispor: 2018-2019